# Savigneux (Ain)
Savigneux es una comuna francesa situada en el departamento de Ain, de la región de Auvernia-Ródano-Alpes.

## Demografía
| 452 | 455 | 449 | 621 | 792 | 875 | 1 140 | 1 236 | 1 351 |
| Para los censos de 1962 a 1999 la población legal corresponde a la población sin duplicidades (Fuente: INSEE [Consultar]) |     |     |     |     |     |       |       |       |